# Cristian Codrin Gherhard
Cristian Codrin Gherhard (* 30. Juli 1989 in Târgu Mureș, Rumänien) ist ein ehemaliger deutscher Handballspieler und Modell. Er stand zuletzt bei der HSG Gensungen/Felsberg in der 3. Liga Ost unter Vertrag.

## Handballspieler
Cristian Codrin Gherhard erlernte das Handballspielen bei der HSG Gensungen/Felsberg. In der Jugend wechselte er auf das Handballinternat des ThSV Eisenach. In seinem letzten Jahr in der Jugend wechselte Gherhard zurück nach Gensungen/Felsberg. Noch in der Jugend spielberechtigt absolvierte er unter der Leitung von Trainer Alexander Rymanow seine ersten Spiele in der 2. Bundesliga Süd. Zur Saison 2010 wechselte Cristian Codrin Gherhard zum SVH Kassel in die 3. Liga Ost, der dritthöchsten Spielklasse Deutschlands. Nach dem Abstieg des SVH Kassel aus der 3. Liga wechselte Gherhard zur Saison 2011/2012 zurück zur HSG Gensungen/Felsberg, verließ den Verein jedoch bereits am Saisonende.

## Model
Er wurde in der Hamburger U-Bahn von Yannis Nikolaou, einem Miteigentümer der Hamburger Modelagentur Place Models, entdeckt. Mittlerweile ist Gherhard auch international in Paris bei Major Models Paris und in Mailand bei I Love Models Management vertreten.